# Rouffach
Rouffach (deutsch Rufach, elsässisch Ruffàch) ist eine französische Gemeinde mit 4186 Einwohnern (1. Januar 2022) im Département Haut-Rhin in der Region Grand Est (bis 2015 Elsass). Der Ort gehört zum Arrondissement Thann-Guebwiller sowie zum Kanton Wintzenheim und ist Sitz des Gemeindeverbandes Pays de Rouffach, Vignobles et Châteaux.
Die Stadt liegt an der elsässischen Weinstraße. Jährlich findet eine Öko- und Bio-Messe statt, bei der Brot, Wein und Käse im Mittelpunkt stehen.

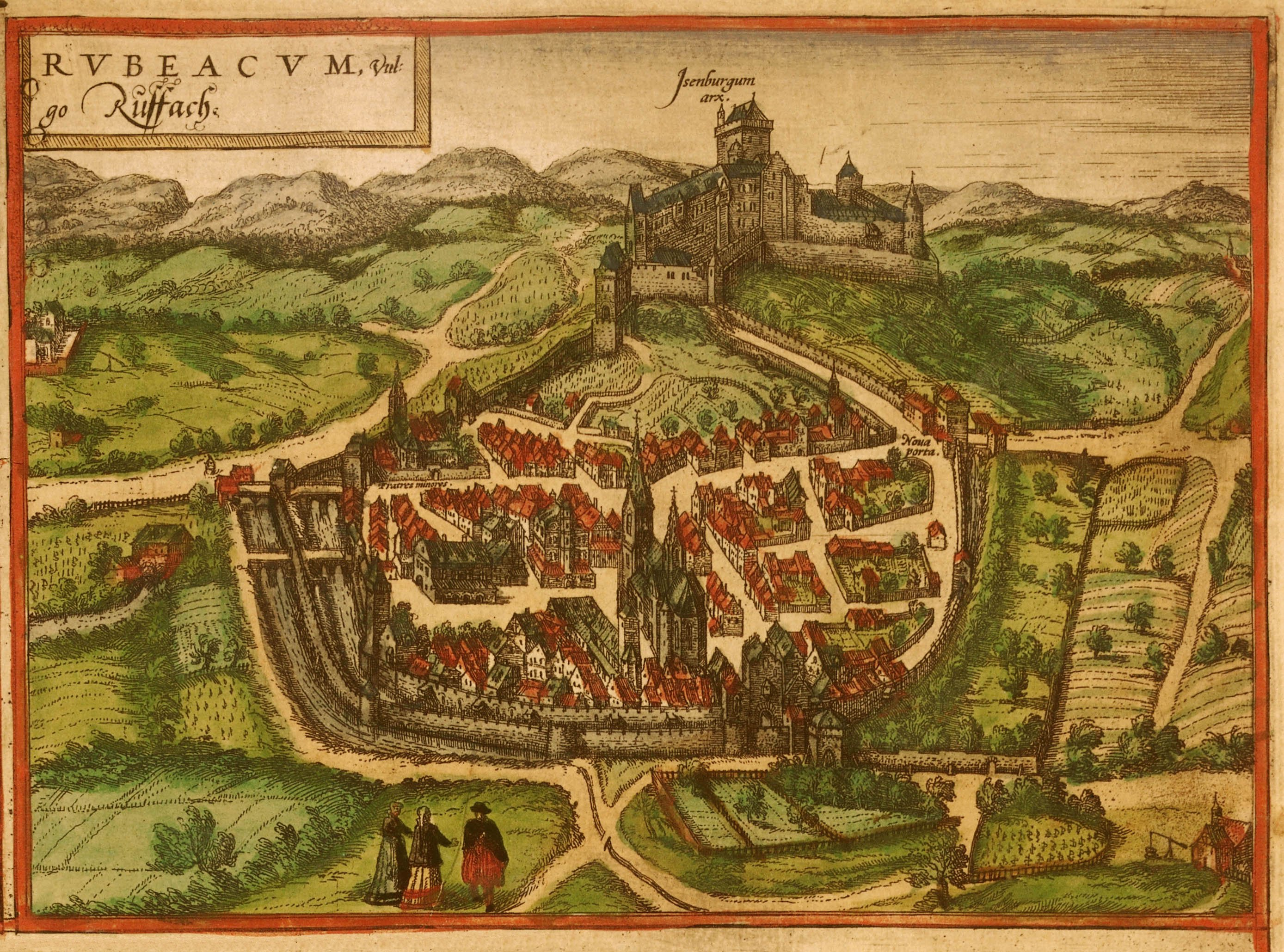
RVBIACVM (Ruffach) und Schloss Isenburg, Ansicht nach Frans Hogenberg (ca. 1570)

## Geographie
Die Gemeinde liegt im Oberelsass am Flüsschen Lauch, 15 Kilometer südlich von Colmar und 28 Kilometer nördlich von Mülhausen, an den Weinbergen der östlichen Ausläufer der Vogesen. Die wichtigsten überörtlichen Verkehrswege sind die frühere N 83 (heute: D 83) (Lyon–Straßburg) und die Bahnstrecke Strasbourg–Basel.

## Etymologie
Der Ort ist schon im Jahre 662 als Rubiaco und im 12. Jahrhundert als Rubeacum  erwähnt. Dieser Name ist auch den alten Formen von Robiac (Robiaco 1119), Royat (Rubiacum 1147) ähnlich.
Es besteht aus zwei Elementen: dem gallo-römischen Personennamen Rubius oder Rubbius und dem keltischen Suffix -āko > -ACU „Eigentum“.

## Geschichte
Im 5. Jahrhundert wurde die Ortschaft ein Wohnsitz der merowingischen Könige. Wahrscheinlich gelangte Rufach zusammen mit dem Mundat Rufach durch eine Schenkung des Königs Dagobert II. (652–679) in den Besitz der Bischöfe von Straßburg. Der Legende nach soll die Ortschaft jedoch als Dankesgabe für die Wunderheilung eines bei der Jagd verunglückten Königssohnes durch den Missionar St. Arbogast († 618), also schon viel früher, bischöflich geworden sein.
Sie wurde schließlich Hauptort eines vom Bistum Straßburg vergebenen Lehens, zu dem auch Egisheim gehörte. In Rufach soll Bischof Eddo von Straßburg (Enkel Edico's I.) 762 zwei Hufen mit Zubehör an das von ihm erneuerte Kloster Ettenheim in der Ortenau gegeben haben.
Die Ortschaft des Heiligen Römischen Reichs entwickelte sich rasch und wurde mit einer Mauer versehen. 1105 vertrieben Rufacher Bürger König Heinrich V. wegen des schlechten Betragens seiner Hofleute aus dem Ort und nahmen ihm die Reichsinsignien weg, doch er kehrte bald danach zurück und plünderte und verbrannte den Ort. Im 13. Jahrhundert erhielt der Flecken Stadtrechte. Der römisch-deutsche König Adolf belagerte die Stadt 1298, weil der Straßburger Bischof Konrad II. für den österreichischen Herzog Albrecht I. Partei ergriffen hatte, als dieser gegen Adolf zum römisch-deutschen König gewählt werden sollte. Graf Theobald von Pfirt, Landvogt im Elsass, verbrannte damals die Vorstadt von Rufach einschließlich des anderthalb Kilometer südlich gelegenen Dorfs Sundheim, die Stadt selbst konnte Adolf, der persönlich anwesend war, aber nicht einnehmen.
Der Deutsche Orden hatte bereits vor 1215 Besitz in Rufach; im Jahr 1448 wurde am kaiserlichen Hof Beschwerde darüber geführt, dass Rufacher Bürger ein Haus des Ordens im Weiler Sundheim zerstört hätten; es könnten aber wohl auch die 1444 hier wütenden Armagnaken gewesen sein.
Im 13. Jahrhundert gab es in Rufach eine jüdische Gemeinde, die eine Synagoge hatte und in Münsters Kosmographie erwähnt wird. 1298 wurde den jüdischen Einwohnern vorgeworfen, mit den Feinden kooperiert zu haben. Daraufhin wurden die Juden umgebracht. Um 1308/Januar 1309 und 1338 ließ Bischof Berthold von Buchegg hiesige Juden während der Armledererhebung teils verbrennen, teils vertreiben. In östlicher Nachbarschaft trägt ein Weiler den Namen Judenmatt.
Im 15. Jahrhundert entstand aus einer Wallfahrtskirche das Spital St. Valentin zur Versorgung von Anfallskranken.
Der wirtschaftliche Aufschwung endete mit dem Dreißigjährigen Krieg, als der Ort von den Schweden verwüstet wurde. Im Jahr 1680 wurde die Stadt zusammen mit dem weltlichen Besitz, den die Bischöfe von Straßburg hier im Oberelsaß hatten, vom Königreich Frankreich annektiert.
Durch den Frankfurter Frieden vom 10. Mai 1871 kam das Gebiet an das deutsche Reichsland Elsaß-Lothringen, und die Stadt wurde dem Kreis Gebweiler im Bezirk Oberelsass zugeordnet. Wichtige Wirtschaftszweige waren Weinbau und Weinhandel. Nach dem Ersten Weltkrieg musste die Region aufgrund der Bestimmungen des Versailler Vertrags 1919 an Frankreich abgetreten werden. Im Zweiten Weltkrieg war die Region von der deutschen Wehrmacht besetzt, und die Stadt stand bis 1944 unter deutscher Verwaltung.
Während der Zeit des Nationalsozialismus war in der ehemaligen Heil- und Pflegeanstalt Rufach ab Oktober 1940 eine Nationalpolitische Erziehungsanstalt (NPEA – volkstümlich Napola) untergebracht. 1941 errichtete hier das Reichsministerium für Wissenschaft, Erziehung und Volksbildung eine „Reichsschule für Volksdeutsche“, ein Internat, in dem bis 1944 etwa 600 bis 650 Jungen aus Südtirol unterrichtet wurden, deren Eltern für Deutschland optiert hatten (Eine entsprechende Schule für Mädchen bestand in Achern). Im faschistischen Italien war der Unterricht in deutscher Sprache unter strengen Strafen verboten, und so mussten diese Jugendlichen, um die eigene Muttersprache korrekt auch schreiben zu lernen, den Schulunterricht weitab von ihrem Elternhaus verbringen. Diese Reichsschule für Volksdeutsche bestand dann parallel zur Napola und von dieser räumlich und im Unterrichtsprogramm getrennt, bis die Kriegsereignisse allmählich zur Auflösung führten.
Demographie
| Jahr | Einwohner | Anmerkungen |
| ---- | --------- | --- |
| 1780 | –         | über 600 Feuerstellen (Haushaltungen), dazu müssen noch verschiedene jüdische Familien gerechnet werden                                        |
| 1821 | 4099      | [ 2 ] |
| 1861 | 3917      | [ 15 ] |
| 1866 | 3517      | [ 16 ] |
| 1872 | 3614      | am 1. Dezember, in 677 Häusern |
| 1880 | 3691      | am 1. Dezember, einschließlich Militär, auf einer Fläche von 4004 ha, in 647 Häusern, davon 3568 Katholiken und 116 Protestanten (keine Juden) |
| 1885 | 3487      | davon 3364 Katholiken und 122 Evangelische (keine Juden)                                                                                       |
| 1890 | 3225      | [ 15 ] |
| 1905 | 2916      | meist katholische Einwohner |
| 1910 | 3785      | [ 15 ] [ 21 ] [ 22 ] |

| Jahr      | 1962 | 1968 | 1975 | 1982 | 1990 | 1999 | 2007 | 2017 |
| --------- | ---- | ---- | ---- | ---- | ---- | ---- | ---- | ---- |
| Einwohner | 4781 | 5053 | 4768 | 4615 | 4303 | 4187 | 4664 | 4518 |

## Sehenswürdigkeiten
- Die Stadt ist eine Station der Romanischen Straße: Die Kirche Mariä Himmelfahrt (Notre-Dame de l’Assomption) aus gelbem Sandstein ist im romanischen und gotischen Stil erbaut; das Querschiff stammt aus der 2. Hälfte des 11. Jahrhunderts, das gotische Mittelschiff aus dem 12. und 13. Jahrhundert mit romanischen Seitenportalen; an dem Gebäude wurde bis 1508 gebaut, die Doppelturmfassade blieb unvollendet. Das Gebäude trug während der Französischen Revolution schwere Schäden davon und erscheint heute relativ schmucklos. Die großvolumige Anlage der Kirche und das Vorhandensein mehrerer mittelalterlicher Baustile erscheint dem Betrachter dafür umso deutlicher. (Monument historique seit 1841)
- Synagoge, erbaut um 1290 (Monument historique seit 1921)
- Kirche (Kloster Rouffach) der Franziskaner, Ende des 15. Jahrhunderts erbaut.[23][24][25]
- Zahlreiche Gebäude aus dem späten Mittelalter und der Renaissance (Altes Rathaus, Altes Kornhaus) geben der Stadt auch heute noch ein mittelalterliches Gepräge.
- Hexenturm aus dem 13. bis 15. Jahrhundert, diente als Gefängnis (Monument historique seit 1921).
- Schloss von Isenbourg, Wohnsitz von König Dagobert II. und seinem Sohn Sigbert, später auch des Straßburger Bischofs, ist nicht mehr erhalten. In einem Neubau aus dem 19. Jahrhundert ist heute ein Luxushotel untergebracht.
- Gymnasium für Technik, Landwirtschaft und Weinbau (LEGTAV)
- Ölbergkapelle

Ortsbilder
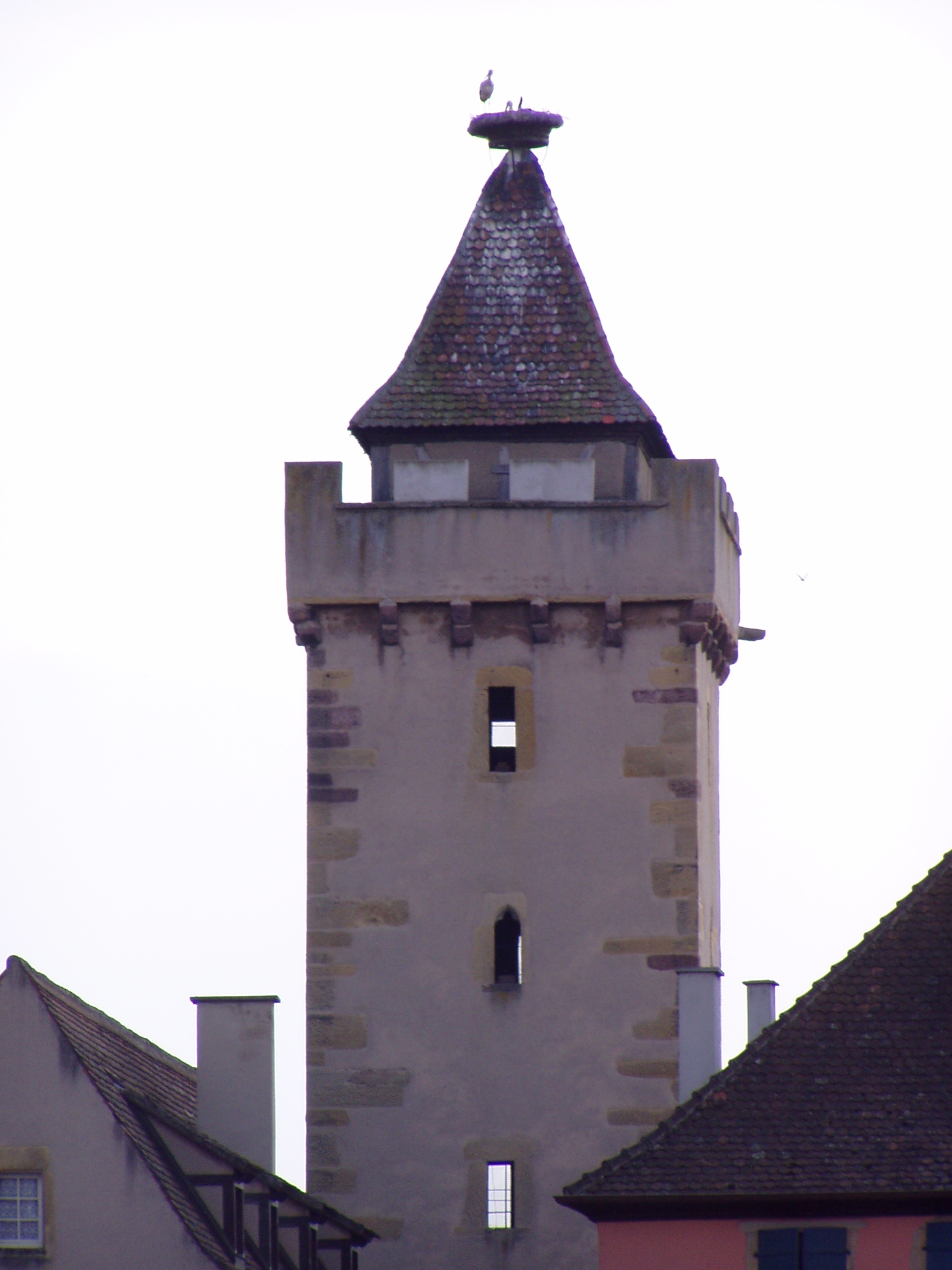
Hexenturm mit Storchennest
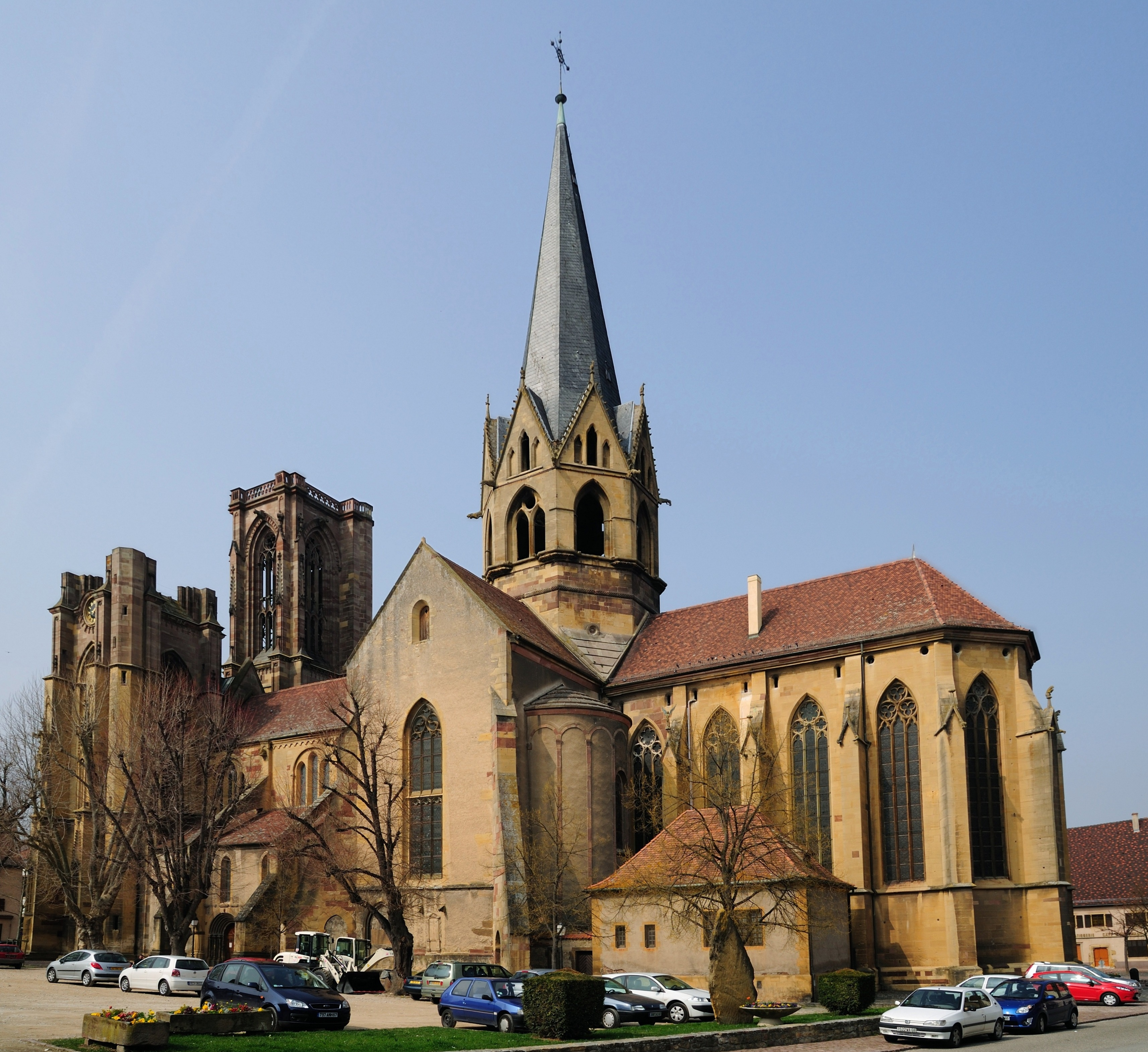
Südostseite der Kirche Mariä Himmelfahrt (Notre-Dame de l’Assomption)
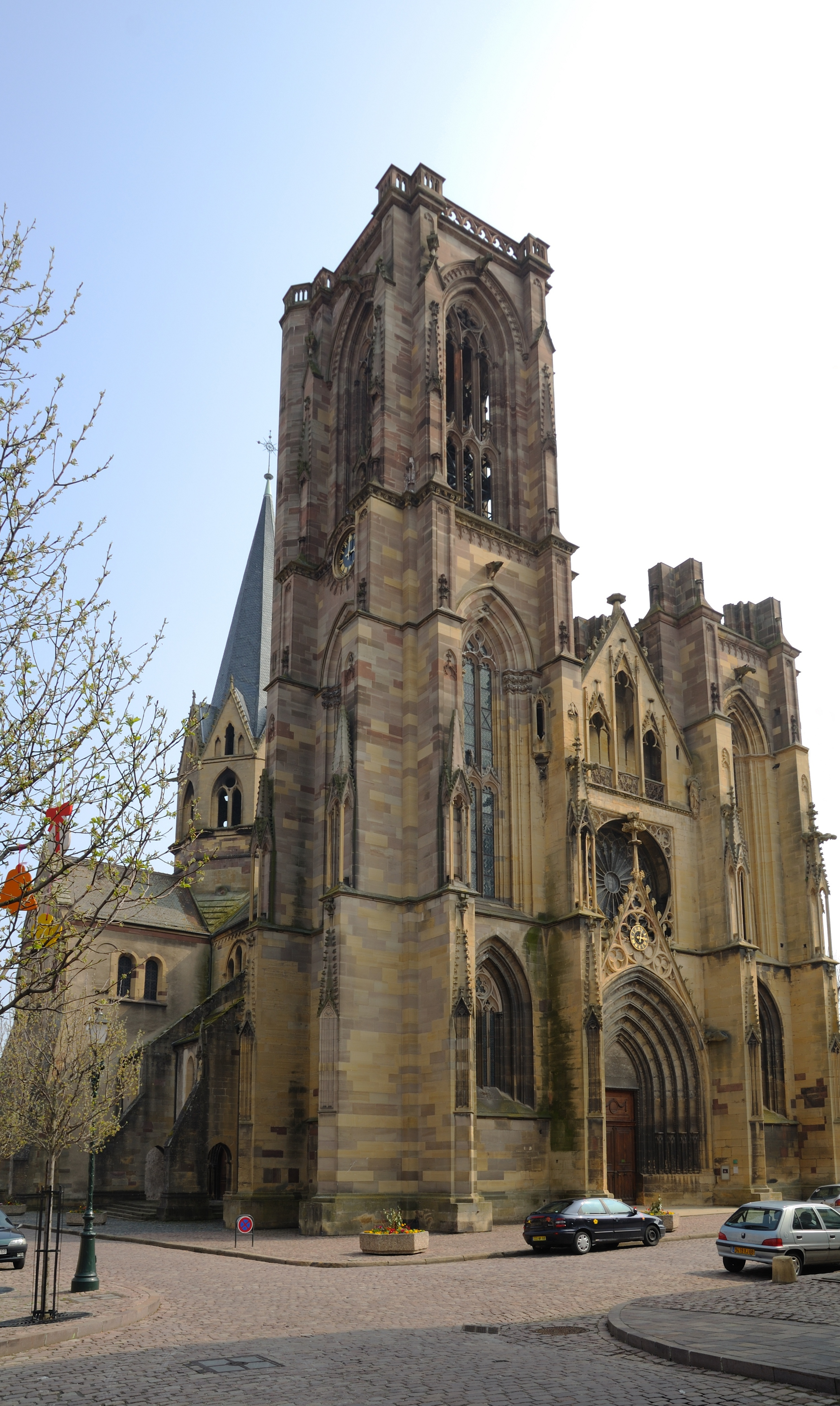
Fassade, Nordseite der Kirche Mariä Himmelfahrt (Notre-Dame de l’Assomption)
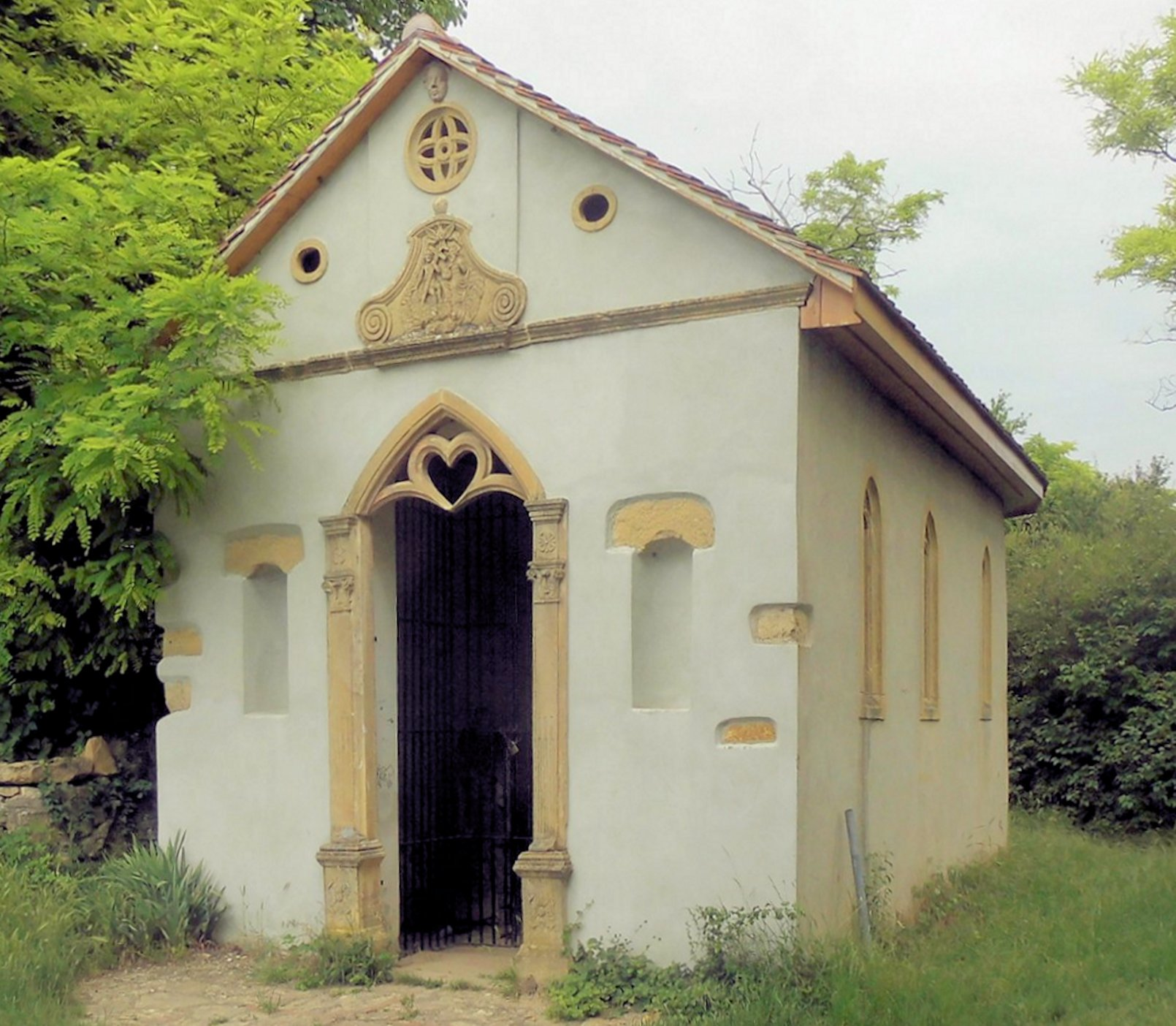
Ölbergkapelle

## Städtepartnerschaft
Seit 1964 ist Rouffach mit der deutschen Stadt Bönnigheim im Landkreis Ludwigsburg des Landes Baden-Württemberg partnerschaftlich verbunden.

## Schulen
- Landwirtschaftliche Schule (Lycée agricole)
- EPLEFPA (Etablissement Public Local d’Enseignement et de Formation Professionnelle Agricole Rouffach-Wintzenheim)

## Persönlichkeiten (in Rouffach geboren)
- Konrad Pelikan (1478–1556), Reformator und Theologe
- Valentin Boltz (1515–1560), Theologe und Schriftsteller
- Conrad Lycosthenes (1518–1561), Humanist und Enzyklopädist
- François-Joseph Lefebvre (1755–1820), französischer Revolutionsgeneral und Marschall von Frankreich
- die Orgelbauerfamilie Callinet

## Sonstige Persönlichkeiten
- Sebastian Münster (1488–1552), Humanist, war von 1509 bis 1511 Schüler von Konrad Pelikan in Rouffach
- Johannes Remus Quietanus (1588–1654), Arzt und Astronom